# Lo schiavo della violenza
Lo schiavo della violenza (The Woman on Pier 13) è un film del 1949 diretto da Robert Stevenson.

## Trama
Brad Collins, un valente dirigente nel settore dei trasporti marittimi nella baia di San Francisco, il cui vero nome è però Frank Johnson, conduce una vita tranquilla e agiata, e ha recentemente sposato Nan Lowry Collins, una giovane donna, dopo un breve corteggiamento.
L'uomo, vari anni addietro, mentre lavorava come scaricatore nel porto di New York durante la depressione, aveva commesso un omicidio; infatti era iscritto a una cellula comunista segreta e da questa aveva ricevuto l'ordine di commettere quel crimine, ai danni di un personaggio scomodo che intendeva ostacolare e denunciare l'operato dell'associazione stessa. Nan era all'oscuro del suo passato.
Poco dopo il ritorno dalla loro luna di miele, la coppia incontra l'affascinante Christine Norman, una vecchia fiamma di Collins, che Nan prende subito in antipatia per il suo modo ambiguo e misterioso; Christine, in effetti, oltre a essere stata l'amante di Brad, apparteneva anche lei alla cellula comunista, da cui l'uomo si era dissociato, non trovandosi più in accordo con i comportamenti violenti e brutali di questa.
Collins, suo malgrado, viene riconvocato dal capo della cellula, Vanning, il quale gli ordina di riprendere la propria attività in seno all'associazione, pena l'invio all'F.B.I. di documenti comprovanti l'assassinio commesso anni prima.
Vanning pretende che Brad saboti il settore del trasporto marittimo nella baia di San Francisco, resistendo alle richieste sindacali che pretendono miglioramenti per i lavoratori (cosa per cui Brad si era lungamente impegnato), per assumere il controllo su tutta l'attività del porto.
Brad è così costretto, all'insaputa della moglie, che lo vede sempre più preoccupato e inquieto, a eseguire gli ordini di Vanning, mentre Christine riceve l'incarico di avvicinare il giovane fratello di Nan, Don Lowry, anch'egli collega di Brad nell'organizzazione dei lavori portuali, e di indottrinarlo ai principi dell'ideologia comunista, per poterlo poi manovrare a proprio piacimento.
Un amico di Brad ed ex fidanzato di Nan, il capo sindacale Jim Travers, non riesce a capire il motivo per cui Brad sia diventato irragionevole e contrario ai suoi principi, e è preoccupato per la possibilità che il piccolo numero di comunisti nell'unione dei lavoratori portuali possa essere in grado di prendere il controllo delle attività. Sospetta quindi che Brad si sia convertito alla causa comunista.
Nel frattempo accade che Christine, dopo aver circuito e sedotto Don Lowry, s'innamori del ragazzo, con energica disapprovazione di Vanning, che vede così compromettere i suoi piani.
La situazione precipita quando Christine, credendo di guadagnare la fiducia di Don Lowry, che le ha chiesto di sposarlo, gli confessa di essere una comunista e che Brad, suo cognato, è anche lui membro parte della cellula; a riprova di ciò, la donna mostra al ragazzo incredulo alcune foto compromettenti; il giovane, sconvolto da quanto appreso, sicuro che Christine lo abbia ingannato e raggirato solo per i propri scopi e che non sia affatto innamorata di lui, corre via minacciando di andare a denunciare il fatto alla polizia: Christine telefona a Nan preoccupata per la sorte del suo innamorato, mettendola al corrente di tutta la storia.
Ma Vanning ha assistito di nascosto alla telefonata e è furioso con Christine per aver infranto gli ordini. Ordina quindi al suo uomo di fiducia, Bailey, di uccidere Don, prima che questi possa avvertire la sorella e andare alla polizia; il giovane viene mortalmente investito proprio di fronte alla casa di Nan, mentre Christine precipita dalla finestra della propria abitazione.
Entrambi i fatti appaiono alla polizia un incidente e un suicidio, e Nan ascolta incredula Brad che cerca di giustificare e minimizzare l'accaduto. Sconvolta dagli eventi e dalla morte del fratello, la donna cerca di svolgere personalmente alcune indagini per accertare chi sia l'assassino del fratello, ma viene scoperta e rapita da Bailey, che la trascina nel proprio magazzino segreto.
Brad comprende che la moglie è in grave pericolo e riesce a introdursi nel magazzino di Bailey, dove si trovano anche Vanning e un altro sicario; ne segue una sparatoria in cui Brad uccide tutti e tre i sicari, venendo però ferito a morte.
Nei suoi ultimi momenti di vita, Brad chiede perdono a Nan, la quale gli rivela d'amarlo ancora.

## Produzione
Le riprese della pellicola, prodotta dalla RKO con i titoli di lavorazione I Married a Communist e Beautiful But Dangerous, durarono dal 25 aprile a fine maggio 1949.

## Distribuzione
I diritti di proprietà del film, richiesto dalla RKO Radio Pictures, Inc., furono registrati il 28 settembre 1949 con il numero LP2633.

### Recensioni e critica
Il critico cinematografico Dennis Schwartz ha recensito nel complesso positivamente la pellicola, mettendo però in dubbio la veridicità della storia, definendo distorta l'influenza comunista nel paese con le grandi imprese e i sindacati.
Si è tentato infatti di girare un film di propaganda che riaffermasse il modo americano di vita, l'amore per la famiglia e la minaccia del comunismo. Ciò viene evidenziato con la morte di Brad, che deve espiare la colpa passata sacrificandosi per la moglie.